# McComb (Missisipi)
McComb – miasto w Stanach Zjednoczonych, w stanie Missisipi, administracyjnie należące do hrabstwa Pike. Położone jest około 200 km na południe od stolicy stanu - Jackson, przy autostradzie międzystanowej I-55.

## Historia
Miasto McComb zostało założone w 1872 r., jako miasto przemysłowe, będące siedzibą warsztatów kolejowych przedsiębiorstwa Jackson i Great Northern Railroad (obecnie Kanadyjska Kolej Narodowa), przeniesionych tu z zatłoczonego Nowego Orleanu.
W 1960 roku miasto stało się znane w całym kraju w kontekście ruchu praw obywatelskich, walczącego o zniesienie dyskryminacji rasowej i realizację praw wyborczych Afroamerykanów. W McComb podjęto inicjatywę rejestracji czarnoskórej ludności na listach wyborczych, co spotkało się z ostrą reakcją władz stanowych i prześladowaniami ze strony Ku Klux Klanu.
20 października 1977 r. na bagnach w pobliżu McComb rozbił się samolot, którym podróżowali członkowie zespołu Lynyrd Skynyrd.

## Geografia
- współrzędne geograficzne 31° 14'41 "N, 90° 27'34" W
- powierzchnia - 30 km², w tym:
  - 29,8 km ² to grunty
  - 0,2 km ² to woda

## Demografia
| populacja                    | 13337 osób, w tym 50,9% kobiet i 49,1% mężczyzn                                         |
| populacja ze względu na wiek | 6,8% - do lat 5, 74,3% od 18 do 65, 12,4% powyżej 65                                    |
| populacja ze względu na rasę | 75,1% - biali, 12,3% - Afroamerykanie, 0,9% - Indianie, 3,6% - Azjaci, 8,1% - pozostali |

## Edukacja[4]
Miasto McComb należy do Szkolnego Dystryktu McComb.
- Kennedy Elementary School
- Higgins Middle School
- Otken Elementary
- Denman Jr High School
- Summit Academy
- Business & Technology Complex

Około 20 km od McComb znajduje się Southwest Mississippi Community College.

## Transport kolejowy
Transport kolejowy w McComb zapewnia krajowy kolejowy system pasażerski Amtrak:
- linia 59: połączenia z Nowym Orleanem, Hammond
- linia 58: połączenia z Jackson, Memphis, Fulton, Kanakee, Chicago

## Galerie i muzea
- Kolekcja lokalnej sztuki na Southwest Mississippi Community College
- Galeria Czarnej Historii McComb
- Galeria Japonica
- Muzeum Kolei w McComb

## Znani mieszkańcy[5]

### Urodzeni tutaj
- Britney Spears – piosenkarka i tancerka
- Jamie Lynn Spears – amerykańska aktorka

### Pozostali
- Lynne Spears – autor
- Adrian Brown – baseballista, gracz Major League z Pittsburgh Pirates, Boston Red Sox i Kansas City Royals
- King Solomon Hill – muzyk wczesnego bluesa
- John Brady – trener drużyny Arkansas State University koszykówki mężczyzn, były trener LSU Tigers koszykówki mężczyzn
- Bo Diddley – wokalista bluesowy
- Jimmy Boyd – piosenkarz, muzyk, aktor
- Steven Ozment – amerykański historyk
- Omar Kent Dykes – wokalista i gitarzysta bluesowy
- Bobby Lounge – pianista i kompozytor bluesowy
- Robert "Squirrel" Lester – wokalista w grupie muzyki soul The Chi-Lites
- Brandy Norwood – piosenkarka i aktorka
- Ray J – piosenkarz i aktor, brat Brandy Norwood
- Willie Norwood – piosenkarz